# Situacionistička internacionala
Situacionistička internacionala (SI) je bila mala međunarodna grupa političkih i umetničkih agitatora ukorenjenih u marksizmu, anarhizmu i umetničkoj avangardi s početka 20. veka (dadaizmu, nadrealizmu i slično). Osnovana je 1957. godine sa ciljem radikalne društvene promene. Tokom 1960-ih se deli na nekoliko manjih grupa. Pripadnici SI se nazivaju situacionisti. Naziv situacionizam potiče od reči situacija, pošto su oni smatrali da je najvažnija promena, revolucija svakodnevnog života, a to se postiže svesnim stvaranjem željenih situacija. 
27. aprila 1957. je održana osnivačka konferencija Situacionističke internacionale u Cosio d’Arroscia u Italiji. Konferenciji je prisustvovalo osam muškaraca i žena iz više evropskih zemalja. Neki od osnivača SI došli su iz radikalnih umetničkih grupa koje su nastale oko 1950. ali su još uvek bile slabo poznate (COBRA, nazvana po magazinu severnoevropske (Kopenhagen-Brisel-Amsterdam) grupe eksperimentalnih umetnika; i članova Lettrističke Internacionale iz Pariza).
Za više od 10 godina postojanja SI je imala oko 70 članova. Neki od njih su bili Gi Debor (Guy Debord), Mišel Bernštajn (Michéle Bernstein), Kristofer Grej (Christopher Gray), Žaklin de Jong (Jaqueline de Jong), Asger Jorn, Diter Kancelman (Dieter Kunzelmann), Đuzepe Pino-Galicio (Guiseppe Pinot-Gallizio), Aleksandar Toći (Alexander Trocci) i Raul Vanajgem (Raoul Vaneigem).
Dugujući jednako nadrealistima i Dadi koliko i Marksu i Bakunjinu, situacionističko polazište je bilo da je izvorni pokret radničke klase bio razbijen od strane buržuja na zapadu i boljševika na istoku; radničke organizacije kao što su sindikati i levičarske političke partije su se prodale svetskom kapitalizmu; štaviše, kapitalizam bi mogao sada prisvojiti čak i najradikalnije leve ideje i bezbedno ih vratiti, u obliku neškodljivih ideologija iskorištenih protiv radničke klase koje bi trebalo da predstavljaju. 
Događaji u Parizu maja 1968. godine su bili pod uticajem i situacionističkih ideja. Prema njihovom viđenju, to je bilo obnavljanje Pariske komune, do današnjih dana poslednji pokušaj stvaranja "slobodnog društva" u Evropi. SI je prema nekima bila od velikog značaja, kako na teoretskom tako i na praktičnom planu, donevši savremenu i živu kritiku tadašnjeg/sadašnjeg društva (i predlog i pokušaj njegovog prevazilaženja) u liberterski pokret izmučen istočnim i zapadnim izdajama, i zastarelom retorikom dobrog dela anarhističkog pokreta.

## Spoljašnje veze
- Situacionistička internacionala Архивирано на веб-сајту  (5. октобар 2006) (engleski)
- Tekstovi Situacionističke internacionale(engleski)
- Biro javnih tajni (engleski)